# Torrecampo
Torrecampo és un municipi de la província de Còrdova a la comunitat autònoma d'Andalusia, a la comarca de Valle de los Pedroches.

## Demografia
| 1996  | 1998  | 1999  | 2000  | 2001  | 2002  | 2003  | 2004  | 2005  | 2006  | 2007  |
| ----- | ----- | ----- | ----- | ----- | ----- | ----- | ----- | ----- | ----- | ----- |
| 1.436 | 1.417 | 1.417 | 1.416 | 1.410 | 1.424 | 1.408 | 1.396 | 1.355 | 1.320 | 1.307 |